# Jey
Pour les articles homonymes, voir Jey.
Jey (ou Džej) est un quartier du sud-ouest de la capitale iranienne, Téhéran.

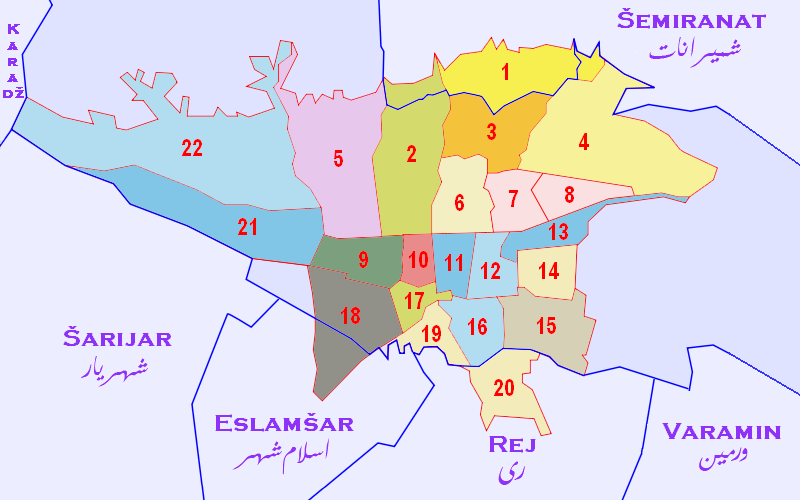
Jey fait partie du district 9 de la capitale.